# Crocidura gracilipes
Crocidura gracilipes es una especie de musaraña (mamífero placentario de la familia de los sorícidos).

## Distribución geográfica
Se cree que se encuentra en Tanzania.